# Borgerpartiet (Island, 1987)
Borgerpartiet (islandsk: Borgaraflokkurinn) var et borgerligt politisk parti på Island, der blev etableret af udbrydere fra Selvstændighetspartiet i 1987. Partiet gik efter grundlæggerens afgang i 1989 gradvis i opløsning, indtil det blev endelig afviklet i 1994.
Den tidligere fodboldstjerne og manufakturhandler Albert Guðmundsson var finansminister, men blev anset af Selvstændighedspartiets ledelse anset som uværdig til at fortsætte i regeringen efter at være blevet dømt i en retssag, der involverede en konkurs i rederiet Hafskip. Han protesterede mod sin afsættelse ved at melde sig ud af Selvstændighedspartiet og etablere Borgerpartiet. Han fik mange medlemmer med sig. Ved altingsvalget 1987 fik partiet 10,9 % opslutning og syv tingmænd.
Guðmundsson gik af som partileder i 1989, efter at han var blevet udpeget til islandsk ambassadør i Frankrig. To af altingsmedlemmerne etablerede deres eget parti, som senere gik ind i Selvstændighetspartiet.
Parties resterende fem altingsmedlemmer deltog 1989-91 i en bred koalitionsregering under Steingrímur Hermannsson fra Fremskridtspartiet.
Partiet var reelt gået i opløsning før udskrivelsen af altingsvalget 1991 og deltog derfor ikke i valget. Det blev først formelt nedlagt i 1994, men havde da været inaktivt i flere år.